# Badzryn Süchbaatar
Badzryn Süchbaatar (mong. Базарын Сүхбаатар, ur. 15 maja 1943 w Bulganie) – mongolski zapaśnik walczący w stylu wolnym. Dwukrotny olimpijczyk. Odpadł w eliminacjach turnieju w Tokio 1964 i Meksyku 1968. Walczył w stylu wolnym w wadze koguciej (57 kg).
- Turniej w Tokio 1964

Przegrał z Hindusem Bishambarem Singhem i Amerykaninem Davidem Aublem.
- Turniej w Meksyku 1968

Wygrał z Afgańczykiem Ahmadem Djanem i Meksykaninem Moisésem Lópezem. Przegrał z Pakistańczykiem Muhammadem Sardarem i Zbigniewem Żedzickim.